# ماكسيم مورا
ماكسيم مورا (بالفرنسية: Maxime Mora)‏ هو لاعب كرة الريشة فرنسي، ولد في القرن العشرين.

## وصلات خارجية
- ماكسيم مورا على موقع BWF.tournamentsoftware.com (الإنجليزية)
- ماكسيم مورا على موقع BWFbadminton.com (الإنجليزية)